# Осиковка
Осиковка (на руски: Осиковка) е село в Кантемировски район на Воронежка област на Русия, разположено на 45 km източно от районния център Кантемировка.
Административен център на селището от селски тип Осиковское.

## География

### Улици
- ул. Молодёжная,
- ул. Советская,
- ул. Центральная.

## История
Селото възниква като крепостно селище в средата на 18 век, по ручея Осиков на десния бряг на река Левая.
През 1926 г. в селото има 25 къщи и 128 жители, има училище с 2 учителя, една лавка.
По данни от 1995 г., в селото е разположено централното стопанство на колхоза „Осиковский“. В селото живеят 350 души, има 3 животновъдни ферми. През 1994 г. е открито средно училище за 157 ученика, има Дом на културата. В центъра на селото се намира паметник, посветен на воините, загинали във Втората световна война.

## Население
| 2010 |
| ---- |
| 324  |